# Semirhynchia kimminsi
Semirhynchia kimminsi is een insect uit de familie van de Nemopteridae, die tot de orde netvleugeligen (Neuroptera) behoort. 
Semirhynchia kimminsi is voor het eerst wetenschappelijk beschreven door Tjeder in 1967.